# وزارة أحمد مختار بابان
وزارة أحمد مختار بابان هي الحكومة العراقية السادسة والخمسون والأخيرة في العهد الملكي، خلفت هذه الوزارة وزارة نوري السعيد الرابعة عشر بعد تشكيل حكومة الاتحاد العربي التي صار رئيسها نوري السعيد.
تشكلت الوزارة في 19 أيار 1958 واستمرت إلى 14 تموز 1958 حيث سقطت الوزارة إثر الإطاحة بالنظام الملكي.
خلت الوزارة من منصبي وزير الدفاع ووزير الخارجية لكون المنصبين في تشكيلة حكومة الاتحاد العربي.

## التشكيلة الوزارية
تكونت الوزارة من الوزراء أدناه:
- رئيس الوزراء: أحمد مختار بابان
- وزير الداخلية: سعيد قزاز
- وزير المالية: نديم الباجه جي
- وزير العدلية: جميل عبد الوهاب
- وزير الاقتصاد: رشدي الجلبي
- وزير الزراعة: جميل الأورفلي
- وزير المواصلات والأشغال العامة: صالح صائب الجبوري
- وزير الصحة: عبد الأمير علاوي
- وزير الإعمار: ضياء جعفر
- وزير المعارف: عبد الحميد كاظم
- وزير الشؤون الاجتماعية: صادق كمونة
- وزير الأنباء والتوجيه: برهان الدين باش أعيان
- وزراء بلا وزارة:
  - علي الشرقي
  - محمود بابان
  - عبد الجبار التكرلي